# Tone Đurišič
Tone Đurišič, slovenski smučarski tekač, * 13. julij 1961, Mojstrana.
Đurišič je za Jugoslavijo nastopil na Zimskih olimpijskih igrah 1980 v Lake Placidu, kjer je osvojil dvakrat 46. mesto, na 15 in 30 km.